# Supersypnoides parva
Supersypnoides parva là một loài bướm đêm trong họ Noctuidae.